# Long Point (Illinois)
Long Point est un village du comté de Livingston dans l'Illinois, aux États-Unis,. Il est situé à l'est du comté et incorporé le 2 octobre 1901.

## Démographie
Lors du recensement de 2010, le village comptait une population de 498 habitants. Elle est estimée, en 2017, à 216 habitants.

### Source de la traduction
- (en) Cet article est partiellement ou en totalité issu de l’article de Wikipédia en anglais intitulé « Long Point, Illinois » (voir la liste des auteurs).